# Liste der Geotope in Osnabrück
Die Liste der Geotope in Osnabrück enthält die Geotope in der kreisfreien Stadt Osnabrück in Niedersachsen. Einige dieser Geotope stehen zugleich als Naturdenkmal (ND), Landschaftsschutzgebiet (LSG), Naturschutzgebiet (NSG) oder Teil von diesen unter Schutz.
| Geotop-Nr. | Bezeichnung                                        | Ort | Bemerkung | Koordinaten                    | Bild                 |
| ---------- | -------------------------------------------------- | --- | --- | ------------------------------ | -------------------- |
| 3614/02    | Teil eines Steinbruches                            | ca. 2 km NNW Osnabrück-Eversburg, Piesberg. | Geotoptyp: Aufschluss. Breite 30 m. Stratigraphie: Karbon. Petrographie: quarzitischer Sandstein, Tonschiefer, Sandsteine, Flöz Johannisstein mit Kohle, Sandstein, Tonschiefer. | 52° 18′ 56,9″ N, 8° 0′ 49,3″ O |                      |
| 3614/20    | Steingrab gen. „Karlsteine“                        | Bundesstraße 68 Osnabrück Richtung Bramsche, Wallenhorst. Am Stadtende nach rechts in die Oldenburger Landstraße Richtung Lechtingen. Kurz vor der B68-Brücke geht nach rechts ein Weg in den Wald. | Geotoptyp: Findling. quaderförmig; Länge 0,9 m, Breite 2,5 m, Höhe 4,5 m. Stratigraphie: Karbon. Petrographie: grobkörniger Sandstein mit abgerundeten Milchquarzen, einheimisches Karbon, Konglomerat-Lagen. Naturdenkmal ND OS-S 16.                                                                      | 52° 18′ 57,6″ N, 8° 2′ 11,8″ O | weitere Bilder       |
| 3614/21    | Findlinge „Oestringer Steine I“                    | 750 m N Osnabrück-Dodesheide. | Geotoptyp: Findling. 30 Findlinge; Länge 2,5 m, Breite 2 m, Höhe 0,9 m. Stratigraphie: Quartär-Pleistozän, Saale-Vereisung. Petrographie: 30 Fdlg., rötliche Gneise und Granite, meist eckige Formen 10 Fdlg. mit mehr als 2 m Durchmesser. Naturdenkmal ND OS-S 17.                                        | 52° 18′ 53,6″ N, 8° 4′ 52,9″ O | Oestringer Steine I  |
| 3614/22    | Findlinge „Oestringer Steine II“                   | 750 m N Osnabrück-Dodensheide, N Straße. | Geotoptyp: Findling. 30 Findlinge. Stratigraphie: Quartär-Pleistozän, Saale-Vereisung. Petrographie: 30 Fdlg., 30 Fdlg. überwiegend Gneise, daneben Granite, gräuliche u. rötliche Farben. Naturdenkmal ND OS-S 18.                                                                                         | 52° 18′ 53,6″ N, 8° 4′ 45,8″ O | Oestringer Steine II |
| 3614/23    | Anstehendes, einheimisches Gestein, Klippen N-Hang | Piesberg, 500 m WSW Klöcknersiedlung | Geotoptyp: Richtprofil. Länge 30 m, Breite 100 m. Stratigraphie: Karbon. Petrographie: Karbonquarzit. Naturdenkmal ND-OS-S 30. | 52° 19′ 19,2″ N, 8° 1′ 12″ O   | weitere Bilder       |
| 3614/24    | Schwarzes Wasser                                   | 750 m N Osnabrück-Dodensheide, N Straße. | Geotoptyp: Erdfall. Form fast rechteckig. Länge 120 m, Breite 60 m. Stratigraphie: Quartär-Holozän. Naturdenkmal ND OS-S 33. | 52° 19′ 54,1″ N, 8° 0′ 18″ O   |                      |
| 3713/05    | aufgelassener Steinbruch im LSG „Heller Berg“      | 1,8 km ENE Hasbergen, Heller-Berg | Geotoptyp: Schichtprofil 1,6 Sedimentst. Länge 50 m, Breite 30 m. Stratigraphie: Trias-Muschelkalk. Petrographie: Kalksteine, plattig, schwach klüftig, graue Farben, 1 gelbe Lage, stark gestört, Einfallen mit etwa 70° nach S-SW. Naturdenkmal ND-OS-S 29. Im Landschaftsschutzgebiet LSG „Heller Berg“. | 52° 15′ 0″ N, 7° 58′ 48″ O     |                      |
| 3714/04    | Steingrab gen. „Teufelssteine“ ca. 4000 Jahre alt  | 1 km N Osnabrück-Düstrup | Geotoptyp: Findling. Länge 2,5 m, Breite 1,3 m, Höhe 0,6 m. Stratigraphie: Quartär-Pleistozän, Saale-Kaltzeit. Petrographie: Grab 3,5 m × 20 m, 15 Trägersteine, 4 Decksteine, überwiegend Granite. Naturdenkmal ND OS-S 28.                                                                                | 52° 15′ 59,4″ N, 8° 6′ 26,6″ O | weitere Bilder       |
| 3714/05    | Steingrab gen. „Gretescher Steine“                 | in Lüstringen, N Gretescher Turm | Geotoptyp: Findling. Länge 3 m, Breite 2,6 m, Höhe 0,9 m. Stratigraphie: Quartär-Pleistozän, Saale-Kaltzeit. Petrographie: 13 Trägersteine, 5 Decksteine, 1 Deckstein am Hang; Decksteine Granite, Trägersteine überwiegend Gneise. Naturdenkmal ND OS-S 21.                                                | 52° 16′ 16,7″ N, 8° 7′ 2,3″ O  | weitere Bilder       |
| 3714/06    | Steingrab „Sundermannsteine“                       | Lüstringen, 1,2 km NNE Burg Gretesch | Geotoptyp: Findling. Länge 2,7 m, Breite 1,8 m, Höhe 1,3 m. Stratigraphie: Quartär-Pleistozän, Saale-Kaltzeit. Petrographie: 19 Trägersteine, 3 Decksteine (4?), überwiegend Gneise, daneben Granite. Naturdenkmal ND OS-S 32.                                                                              | 52° 16′ 58,4″ N, 8° 7′ 48″ O   | weitere Bilder       |
| 3714/07    | Tongrube in Hellern, Kramersche Ziegeleigrube      | an der Straße „An der Wihohikirche“, hinter dem Sportplatz | Geotoptyp: Richtprofil. Länge 150 m, Höhe 6 m. Stratigraphie: Jura, Lias. Petrographie: Tonstein, schwarzgrau, feinschichtig ablösend mit einzelnen Geoden, z. T. zu Bänken zusammen laufend. | 52° 15′ 28,1″ N, 8° 0′ 3,6″ O  |                      |